# Johann Freinsheim
Johann Freinsheim (Ulma, 16 novembre 1608 – Heidelberg, 31 agosto 1660) è stato un critico letterario tedesco.

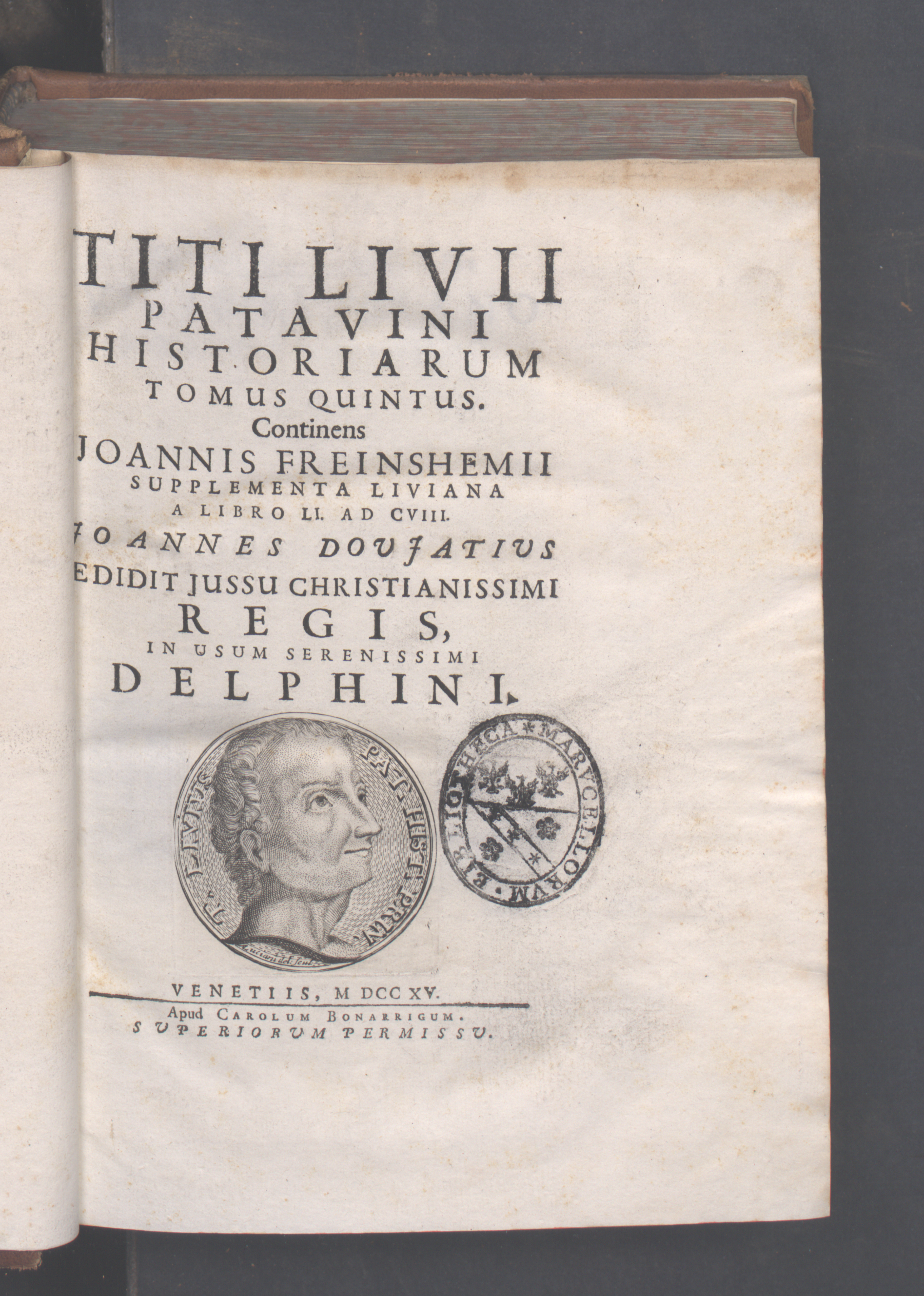
Supplementa liviana, 1715

Si occupò di storici romani, e particolare fortuna godettero i suoi supplementi a Livio.

## Biografia
Freinsheim nacque a Ulma il 16 novembre 1608 e dopo aver studiato in diverse università - Marburgo, Gießen e Strasburgo - visitò la Francia, dove rimase per tre anni.
Ritornato a Strasburgo nel 1637, nel 1642 fu nominato professore di eloquenza e titolare della cattedra di Skyttean all'Università di Uppsala. Nel 1647 venne convocato dalla regina Cristina a Stoccolma. Nel 1650 riassunse la sua cattedra ad Uppsala, ma l'anno successivo fu costretto a licenziarsi per problemi di salute. Nel 1656 divenne professore onorario a Heidelberg; morì il 31 agosto 1660.

## Opere
- (LA) Johann Freinsheim, Supplementa liviana a libro 51. ad 108., Venetiis, apud Carolum Bonarrigum, 1715.
- (LA) Johann Freinsheim, Supplementa liviana a libro 109. ad 140., Venetiis, apud Carolum Bonarrigum, 1715.